# Shahdād
Shahdād (persiska: شهداد, Khabīs) är en ort i Iran.   Den ligger i provinsen Kerman, i den östra delen av landet, 800 km sydost om huvudstaden Teheran. Shahdād ligger 448 meter över havet och antalet invånare är 4 097.
Terrängen runt Shahdād är platt åt nordost, men åt sydväst är den kuperad. Runt Shahdād är det glesbefolkat, med 13 invånare per kvadratkilometer. Shahdād är det största samhället i trakten. Trakten runt Shahdād är ofruktbar med lite eller ingen växtlighet.